# Нова Хута
Нова Хута (пољ. Nowa Huta) је најисточнији округ града Кракова. Са више од 200.000 становника, један је од најнасељенијих делова града. До 1990. године суседним окрузима су се сматрале експанзије првобитног округа Нова Хута и они су међусобно повезани трамвајским саобраћајем. Данас су они одвојени окрузи града Кракова.
Нова Хута је изграђена у теолошки оријентисаном реалистичком стилу уметности и један од најпознатијих примера намерног социјалност инжењерства у свету. Нова Хута је изграђена тако да велики број њених улица и објеката подсећа на оне у Паризу и Лондону. Због великог броја паркова и зелених површина, Нова Хута је округ са највише зелених површина у Кракову.

## Историја
Историјска област данашње Нове Хуте је једно од ретких места у Пољској које се непрекидно настањује од неолитског доба. Археолошка истраживања открила су велико келтско насеље, које је уједно и најстарији насеље у тој области. У 8. веку на овом подручју постојао је храм који су изградили Виславни, старославенско племе. Према легенди, брдо Ванда је гробница Ванде, ћерке Кракуса, пољског принца и митског оснивача Кракова. У 18. веку Цистерцити су направили манастир у селу Могила, на простору данашње Нове Хуте.
У 19. и почетком 20. века за време поделе Пољске, све до Првог светског рата периферије Нове Хуте представљале су границу између територија под контролом Аустроугарске и Русије. Ту се могу наћи историјске аустроугарске тврђаве као и један од најстаријих авиона који су и даље исправни.
За време Висланске операције 1945. године, социјалистичка Влада наишла је на отпор њиховом режиму од стране становника средње класе у Кракову. Да би исправили неравнотежу између класа, власти су почеле са изградњом индустијског града како би привукли људе из нижег друштвено-економског слоја у регион Нова Хута, који су у то време насељавали сељаци и радничка класа.
Нова Хута је основана 1949. године као засебан град у близини Кракова на терену који је социјалистичка Влада преузела од бивших села Могила, Плезов и Креславице, која су се ту налазила. Планирано је да град буде један од највећих центара тешке индустрије, а циљ Владе било је да масовно насели град, највише индустијским радницима. Године 1951. Нова Хута постала је део града Кракова и њен округ. Наредних година успостављен је трамвајски саобраћај кроз Нову Хуту.
Челичана Владимир Лењин отворена је 22. јула 1954. За мање од 20 година постала највећа челичана у Пољској. Шездесетих година Нова Хута се брзо раширила. Монументала архитектура централног трга окружена је огромном стамбеним блоковима. Седамдесетих година производња челика прешла је цифру од 7 милиона тона производње. У исто време у Новој Хути отворена је највећа фабрика дувана у Пољској, као и фабрика цемента.
Разлози за изградњу таквог индустријског града у близини Кракова били су првенствено идеолошки. Недостаци овог насеља постали су видљиви Осамдесетих година, када је економска криза зауставила ширење града. Ипак примат политичких разлога за одбарир ове локације није био случајан. Краков је био центар образовања, са великим бројем школа, универзитета и инжеерских и научних одељења. Присуство развијене мреже железнице и близина реке за снабдевање водом играли су велику улогу у опоравку града.
Стара римокатоличка црква је срушена, а шездесетих година становништво Нове Хуте предало је захтев за изградњу нове цркве, која је грађена у периоду од 1969. до 1977. године.. Током осамдесетих година Нова Хута је била град у коме се одржавао велики број демонстрација и уличних протеста који су предвођени синдикатом Солидарност.

## Архитектура
Социјалистички реализам примењиван је у Пољској и другим чланицама Варшавског пакта примењиниван је у периоду од 1949. до 1956. године. Социјалистички реализам укључивао је све домене уметности, али су његова најспектакуларније достигнућа постигнута у области архитектуре. У овом периоду највише су грађене стамбене јединице.
Након 1956. године у Новој Хути и читавој Пољској почело се са модерном архитектуром. Пољски архитекти су посетли Стокхолм да сазнају најновија решења у урбаном дизајну. Као резултат тога, разбијен је шведски блок станова по смерницама архитекте Ле Корбизјеа. Нова Хута добила је и бронзани споменик 1989. године као симбол бројних протеста грађана. Постоје и грађевине пројектовање у стилу сакралне архитектуре, а највећи пример тога у Новох Хути је црква Арка Пана, прављена тако да подсећа на Нојеву барку.
Од времена социјализма, промењен је велики број имена улица у Новој Хути. Улице су добили Папе Јована Павла II и Владислав Андерс, пољски херој из Другог светског рата, као и многе друге истакнуте личности из пољске историје.

## Култура и знаменитости у Новој Хути
- Позориште Лудови[18][19]
- Позориште Łaźnia Nowa[20]
- Филмско уметничка кућа Сфинкс[21]
- Културни центар Нова Хута [22]
- Културни центар Цирпиан Нордвид[23]
- Брдо Ванда[24]
- Могила опатија (1225 г.)
- Племићка кућа Јана Матејка
- Племићка кућа у Браницама
- Црква Светог Вацлава I, војводе Чешке (1226)
- Црква Светог Вартоломеја (1446)
- Аустроугарске тврђаве у селима Батровице, Мистејовице, Длубниа, Креславице, Гребалов и Могила.
- Железара Тадеуса Сенџимира
- Авенија ружа
- Црква Арка Пана
- Пољски авијатичарски музеј
- Филијала историјског музеја Кракова, историја Нове Хуте[25]

## Индустрија
- Челичана Тадеус Сенџимир
- Филип Морис компанија
- Електрична централа Кракова[26]
- Комарч, софтверска кућа

## Образовање
- Машински факултет
- Академија за физичко васпитање

## Галерија
- Нова Хута у јесен
- Парк природе у Новој Хути
- Централни део округа
- Позориште у Новој Хути
- Црква Арка Пана
- Центар администрације Нове Хуте
- Стамбени блокови